# Omeisphaera
Omeisphaera là một chi bọ cánh cứng trong họ Chrysomelidae.
Chi này được miêu tả khoa học năm 1974 bởi Chen & Zia.

## Các loài
Chi này gồm các loài:
- Omeisphaera flavimaculata Wang in Li & Jin, 2002